# Liqiu
Lìqiū (pīnyīn), Risshū (rōmaji) eller Ipchu (romaja) (kinesiska och japanska: 立秋; koreanska: 입추(S)/립추(N); vietnamesiska: Lập thu; bokstavligen ”hösten infaller”) är den trettonde solarperioden i den traditionella östasiatiska lunisolarkalendern (kinesiska kalendern), som delar ett år i 24 solarperioder (節氣). Liqiu börjar när solen når den ekliptiska longituden 135°, och varar till den når longituden 150°. Termen hänvisar dock oftare till speciellt den dagen då solen ligger på exakt 135° graders ekliptisk longitud.  I östasiatiska kulturer anses dagen vara den första höstdagen. I den gregorianska kalendern börjar liqiu vanligen omkring den 7 augusti och varar till omkring den 23 augusti.